# Estación Dermatológico
Dermatológico es la tercera estación de la Línea 1 del Tren Ligero de Guadalajara en sentido norte a sur, y la décimo-octava en sentido opuesto; se ubica en la Calzada del Federalismo a nivel de calle, por lo que es una de las dos estaciones superficiales en el extremo norte de dicha línea.
Toma su nombre por el Instituto Dermatológico de Jalisco "Dr. José Barba Rubio" en el costado Oriente de la vía. El logotipo de la estación es una imagen estilizada de la fachada del instituto mencionado.

## Puntos de interés
- Hospital Dermatológico.
- Deportivo Morelos.
- Panteón Atemajac.
- Panteón Israelí.
- Parroquia de Nuestra Señora del Rosario de Atemajac

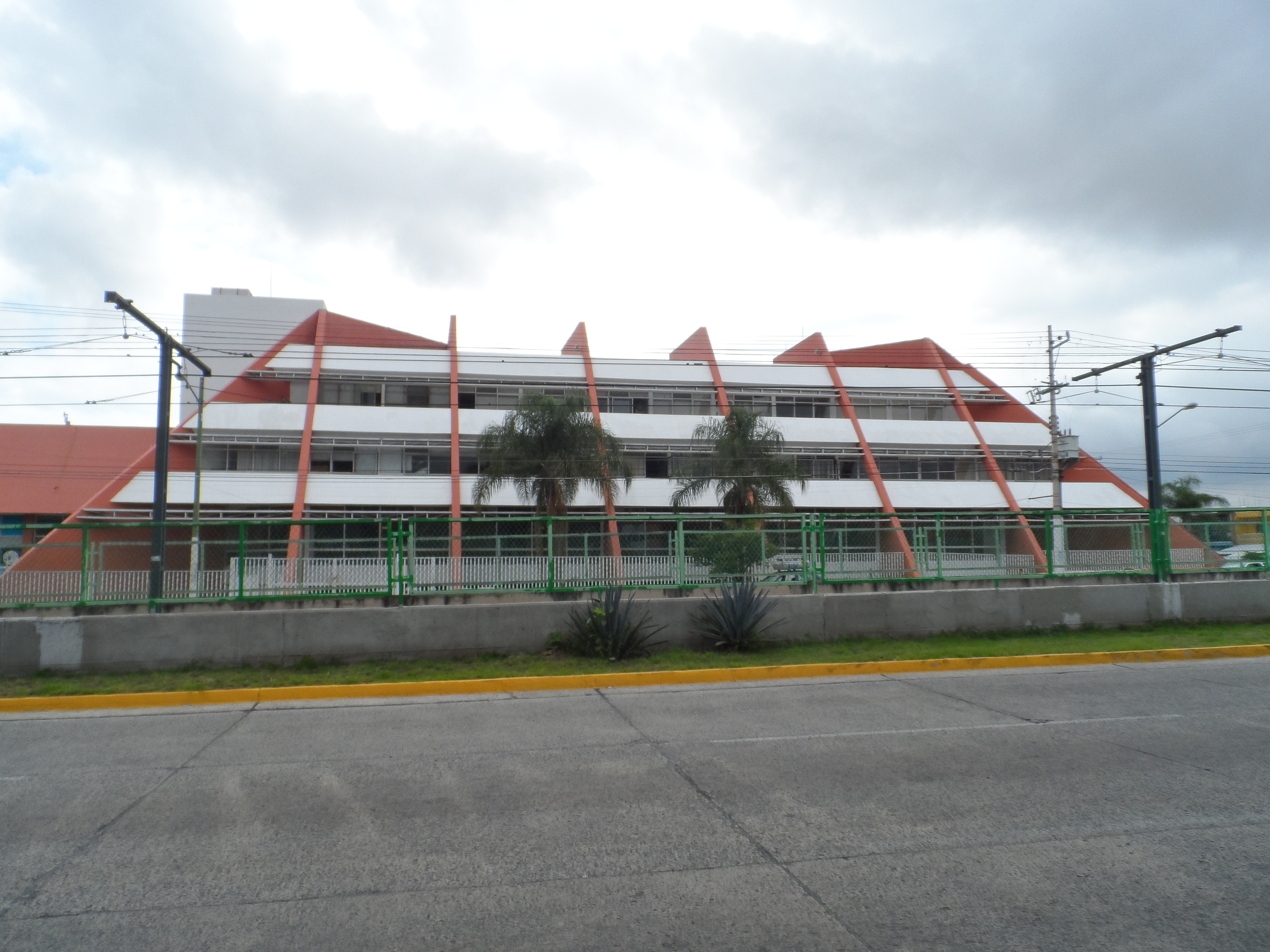
El "Hospital Dermatológico", junto a la estación homónima.

- Datos: Q5411610